# Qualificazioni alla Coppa delle nazioni africane 2019 - Gruppo I

## Classifica
| Pos. | Squadra      | Pt | G | V | N | P | GF | GS | DR |
| ---- | ------------ | -- | - | - | - | - | -- | -- | -- |
| 1.   | Angola       | 12 | 6 | 4 | 0 | 2 | 9  | 6  | +3 |
| 2.   | Mauritania   | 12 | 6 | 4 | 0 | 2 | 7  | 6  | +1 |
| 3.   | Burkina Faso | 10 | 6 | 3 | 1 | 2 | 8  | 5  | +3 |
| 4.   | Botswana     | 1  | 6 | 0 | 1 | 5 | 1  | 8  | -7 |

## Risultati
| Arbitro: | Omweno |

|  |           |             |
|  | Marcatori | 77’ Soudani |

| Arbitro: | El Banna |

|                                  |           |            |
| Bancé 21’, 42’ (rig.) Traoré 79’ | Marcatori | 23’ Gelson |

| Arbitro: | Bakary Gassama |

|            |           |  |
| Gelson 30’ | Marcatori |  |

| Arbitro: | Louis Hakizimana |

|                        |           |  |
| Diakité 36’ Camara 40’ | Marcatori |  |

| Arbitro: | Nkurunziza |

|                                              |           |          |
| Mateus 12’ (rig.), 18’ Djalma 52’ Gelson 80’ | Marcatori | 2’ Hacen |

| Arbitro: | Sinko |

|                                       |           |  |
| Pitroipa 4’ Diawara 45’ A. Traoré 61’ | Marcatori |  |

| Francistown 16 ottobre 2018, ore 19:00 UTC+2 | Botswana | 0 – 0 referto | Burkina Faso | Francistown Stadium\| Arbitro: \| Waweru \| |
| Arbitro:                                     | Waweru   |               |              |                                             |

| Arbitro: | Selmi |

|        |           |  |
| Ba 18’ | Marcatori |  |

| Arbitro: | Jean-Jacques Ndala Ngambo |

|                   |           |          |
| Mateus 45+1’, 57’ | Marcatori | 69’ Dayo |

| Arbitro: | Hassan Mohamed Hagi |

|                       |           |         |
| Hacen 20’ Diakité 84’ | Marcatori | 4’ Kobe |

| Arbitro: | Mohamed Omar |

|  |           |                    |
|  | Marcatori | 21’ Wilson Eduardo |

| Arbitro: | Ndala Ngambo |

|            |           |  |
| Traoré 19’ | Marcatori |  |